# OpenCPN
OpenCPN ( Open C hart P lotter N avigator) és un projecte de codi lliure de traçador de cartes nàutiques i programes de navegació, semblant al OpenSeaMap, que es pot utilitzar mentre es navega o com a eina de planificació. Desenvolupat per un equip de navegants actius i provat en condicions del món real, té múltiples formats de gràfics compatibles i una varietat d'entrades de dades.
Mitjançant la navegació per satèl·lit i altres fonts de dades NMEA 0183, OpenCPN determina la posició i l'estat d'un vaixell a partir de sensors com els receptors AIS per traçar i fer un seguiment automàtic de les posicions dels vaixells al barri.

## Mapes
El 2017, els mapes ENC noruecs van estar disponibles per a OpenCPN.